# Parlamentswahl im Iran 2016
- Religiöse Minderheiten: 5
- Reformer: 123
- Unabhängige: 65
- Konstitutionalisten: 11
- Konservative: 83
- Konservative und Reformer: 3

Die Parlamentswahl 2016 im Iran fand am 26. Februar 2016 statt. Stimmberechtigt waren etwa 55 Millionen Iraner. Es war die zehnte Wahl seit der Islamischen Revolution von 1979. Die vorherige Wahl fand im März 2012 statt.
Insgesamt kandidierten 6.230 Bewerber um einen der 290 Sitze im iranischen Parlament zu erhalten, darunter 586 Frauen. Bevor die Liste der Bewerber von der Wahlleitung offiziell bekannt gegeben wurde, wurden alle Bewerber vom Wächterrat auf Verfassungstreue überprüft. Bewerbern, die dem Wächterrat als nicht verfassungskonform erschienen, wurde die Zulassung zur Parlamentswahl verweigert.
Fast die Hälfte der ursprünglichen Kandidaten (ca. 5.770 von ca. 12.000) schloss er von der Wahl aus.
Neben dem Parlament wurde auch der 86 Mitglieder fassende Expertenrat neu gewählt.

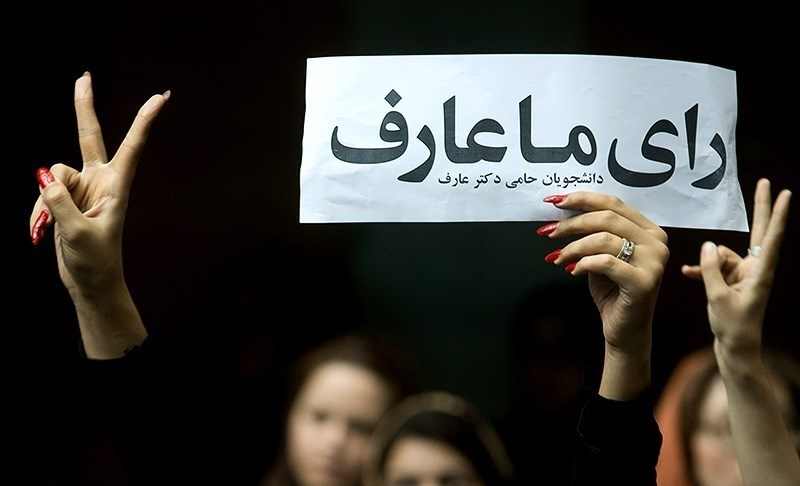
Unterstützung für den Reformkandidaten Mohammad Reza Aref

## Vorgeschichte
Der Wahlkampf fand vor dem Hintergrund der Einigung des Irans mit den Weltmächten über das Iranische Atomprogramm sowie die daraus resultierenden Lockerungen der Wirtschaftssanktionen statt. Während die dem Präsidenten Hassan Rohani nahestehenden Reformer und moderate Konservative durch die Sanktionslockerungen auf wirtschaftliche Verbesserungen hofften, gaben die Konservativen Ruhani eine wesentliche Mitschuld für die ökonomische Stagnation der vergangenen Jahre. Sie betonten besonders die gute Sicherheitslage und schreiben diese dem Religionsführer Ajatollah Ali Chamenei zu. Nach zwölf Jahren könnten erstmals die Reformer die Mehrheit von den Konservativen übernehmen. Besonders die Reformer bewarben die Nichtwähler und hofften auf eine hohe Wahlbeteiligung.
Die beiden ehemaligen Präsidenten Mohammad Chātami und Akbar Hāschemi Rafsandschāni riefen öffentlich zur Wahl der reformorientierten Kandidaten auf. Beide traten bei der Wahl des Expertenrates an und wurden zu den moderaten Kandidaten gezählt, die den Einfluss der Konservativen zurückdrängen wollen. Chatami schlug vor, die gemeinsame Kandidatenliste der Reformer und Moderaten „Liste der Hoffnung“ zu nennen.
Von den etwa 12.000 Bewerbern um einen der 290 Parlamentssitze ließ der Wächterrat ursprünglich nur 4.700 zu. Demnach wären 60,9 % der Bewerber abgelehnt worden – dies wäre der höchste Wert seit der islamischen Revolution 1979 gewesen. Von den rund 3.000 Reformern wären lediglich 30 Personen zugelassen worden. Nachdem Präsident Rohani öffentlich den Wächterrat für diese Entscheidung rügte, widerrief dieser den Ausschluss von 1.530 Bewerbern (meist Reformer), sodass nun 6.230 Bewerber zugelassen waren. 586 Frauen waren unter den Bewerbern, was einen doppelt so hohen Wert wie bei der letzten Wahl und einen neuen Höchstwert für iranische Parlamentswahlen darstellt.
Einen Tag vor der Parlamentswahl zogen, verteilt über verschiedene Parteien, 1.385 der zugelassenen Kandidaten ihre Kandidatur zurück um aussichtsreichere Bewerber zu unterstützen. Die Anzahl der Kandidaten sank damit auf 4.844 Personen.

## Ablauf der Wahl

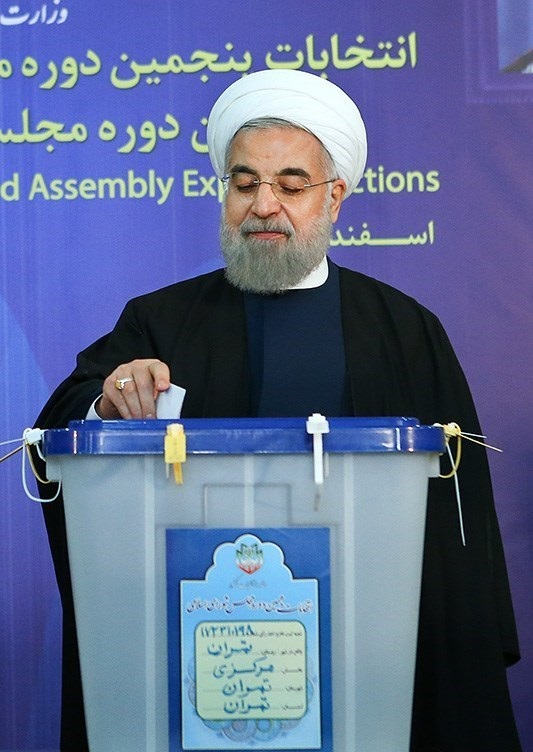
Präsident Rohani bei der Stimmabgabe

Am Wahltag waren etwa 55 Millionen Iraner zur Wahl aufgerufen, davon rund 8,5 Millionen in der Hauptstadt Teheran. Laut Angaben des iranischen Innenministeriums zeichnete sich eine hohe Wahlbeteiligung ab, Präsident Rohani rechnete mit mehr als 70 %. Die Wahllokale sollten ursprünglich um 18:00 Uhr (Ortszeit) schließen, aufgrund des großen Andrangs wurden sie erst fast 6 Stunden später geschlossen. Zwischenfälle oder Unregelmäßigkeiten habe es, laut dem Innenministerium, nicht gegeben. Erste Ergebnisse wurden für den folgenden Tag erwartet.
Zum Lager der Reformer, die als Hoffnungsliste antraten, zählten unter anderem die Partizipationsfront des islamischen Iran, der Verband der kämpfenden Geistlichkeit und die Organisation der Mudschahedin der Islamischen Revolution. Zu den Hardlinern, die als Große Koalition der Prinzipalisten antraten, zählte die Vereinigung der kämpfenden Geistlichkeit.

## Ergebnis der ersten Runde
Von den 290 Parlamentssitzen gingen 103 an Konservative oder ihnen nahestehende Politiker; Gemäßigte und Reformer oder ihnen nahestehende Kandidaten erhielten 95 Mandate.
14 Parlamentssitze gingen an unabhängige Kandidaten, deren politische Positionierung noch unklar erscheint. Außerdem gewannen fünf Vertreter religiöser Minderheiten einen Parlamentssitz sowie vier gemäßigte Konservative, die von Reformern unterstützt wurden.
Das Zwischenergebnis nach 239 von 290 ausgezählten Wahlbezirken war wie folgt:
| Lager                                                               | Lager                  | Anteil in % | Sitze |
| ------------------------------------------------------------------- | ---------------------- | ----------- | ----- |
|                                                                     | Reformer               | 38          | 83    |
|                                                                     | Konservative           | 29          | 64    |
|                                                                     | Unabhängige            | 25          | 55    |
|                                                                     | Konstitutionalisten    | 5           | 10    |
|                                                                     | Religiöse Minderheiten | 2           | 5     |
| Quelle: https://www.khabaronline.ir/detail/514130/Politics/election |                        |             |       |

## Ergebnis

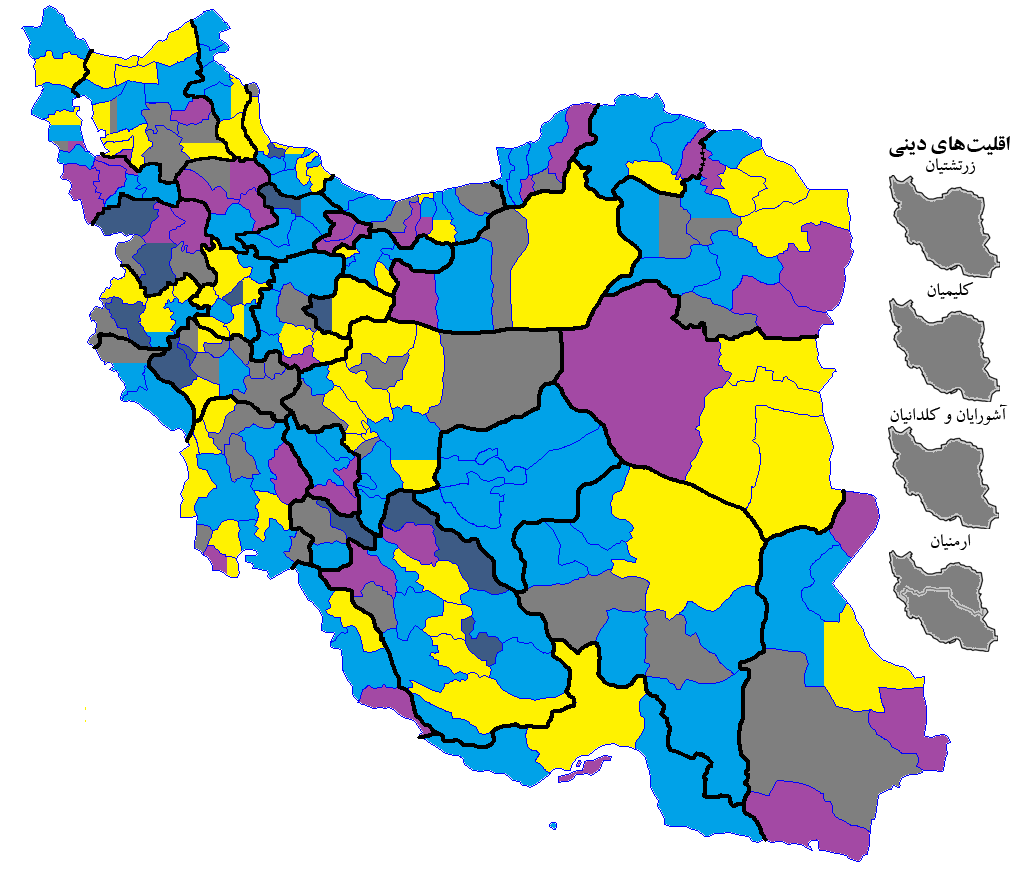
Karte zu den Wahlkreisgewinnern
Reformer
Konservative
Volksstimme
Unabhängige
Stichwahl

Am 29. April fand die Stichwahl zur Vergabe der restlichen 69 Sitze statt. Die Reformer errangen einen Erfolg.
Das Endergebnis ist folgendes:
| Lager | Lager                  | Anteil in % | Sitze |
| --- | ---------------------- | ----------- | ----- |
| | Reformer               | 41,7        | 121   |
| | Konservative           | 28,6        | 83    |
| | Unabhängige/Sonstige   | 23,4        | 68    |
| | Konstitutionalisten    | 3,8         | 11    |
| | Religiöse Minderheiten | 1,7         | 5     |
| Quelle: http://khabaronline.ir/%28X%281%29S%28gir3jkgiutacpag5xyfhzrof%29%29/detail/531930/Politics/election |                        |             |       |

|                               | Stimmen    | Anteil in % |
| ----------------------------- | ---------- | ----------- |
| Wahlberechtigte               | 55.000.000 | 100         |
| Wähler                        | ?          | ?           |
| registrierte Kandidaten       | 12.000     | 100         |
| zugelassene Kandidaten        | 6230       | 51,9        |
| angetretene Kandidaten        | 4844       | 77,8        |
| gewählte männliche Kandidaten | ?          | ?           |
| gewählte weibliche Kandidaten | ?          | ?           |